# Clavularia notanda
Clavularia notanda is een zachte koraalsoort uit de familie Clavulariidae. De koraalsoort komt uit het geslacht Clavularia. Clavularia notanda werd in 1964 voor het eerst wetenschappelijk beschreven door Tixier-Durivault. 